# Cataetyx
Cataetyx (Günther, 1887) è un genere di pesci ossei marini appartenenti alla famiglia Bythitidae.

## Distribuzione e habitat
Il genere è presente in tutti gli oceani. Le specie C. alleni e C. laticeps sono presenti nel mar Mediterraneo occidentale.
Sono pesci abissali, si incontrano fino a 2400 metri di profondità.

## Tassonomia
Il genere comprende 11 specie:
- Cataetyx alleni
- Cataetyx bruuni
- Cataetyx chthamalorhynchus
- Cataetyx hawaiiensis
- Cataetyx laticeps
- Cataetyx lepidogenys
- Cataetyx messieri
- Cataetyx nielseni
- Cataetyx platyrhynchus
- Cataetyx rubrirostris
- Cataetyx simus